# Hohenbuehelia aurantiocystis
Hohenbuehelia aurantiocystis är en svampart som beskrevs av Pegler 1977. Hohenbuehelia aurantiocystis ingår i släktet Hohenbuehelia och familjen musslingar.   Inga underarter finns listade i Catalogue of Life.